# Empuré
Empuré település Franciaországban, Charente megyében. Lakosainak száma 96 fő (2022. január 1.). Empuré Brettes, La Magdeleine, Paizay-Naudouin-Embourie és Villefagnan községekkel határos.

## Népesség
A település népességének változása:
| Lakosok száma | 151  | 112  | 113  | 117  | 106  | 102  | 100  | 95   | 94   | 96   |
|               | 1968 | 1982 | 1990 | 2006 | 2013 | 2015 | 2017 | 2019 | 2020 | 2022 |